# Doryanthes
Classification phylogénétique
Genre
Doryanthes est le seul genre de plantes à fleurs  de la famille des Doryanthaceae. Le genre se compose de deux espèces, D. excelsa (Lys javelot) et D. palmeri (Lys géant), tous deux indigènes et endémiques de la côte de l' Australie orientale. Doryanthaceae fait partie de l'ordre des Asparagales (les lis asparagoïdes).
Les plantes poussent sous forme de rosette et ne fleurissent qu'après plus de 10 ans. Ils bénéficient d'un environnement chaud, d'un bon sol et de beaucoup d'eau pendant la période la plus chaude de l'année.

## Systématique
Le genre Doryanthes a été décrit pour la première fois en 1802 par le prêtre, homme d'État, philosophe et botaniste portugais José Francisco Corrêa da Serra (1751–1823), un ami proche de Joseph Banks. D. excelsa ou Lys javelot, endémique du sud de Sydney et de l'Illawarra, a inspiré la dénomination de Doryanthes, le journal d'histoire et de patrimoine du sud de Sydney fondé par l'historien de Dharawal Les Bursill (Leslie William (Les) Bursill).
La famille des Doryanthaceae, placée dans l'ordre  des Asparagales des Monocotylédones, n'a été reconnue que récemment par les taxinomistes. Autrefois, le genre était généralement placé dans la famille des Agavacées , maintenant la sous-famille des Agavoideae de la famille des Asparagacées.